# Melissa Hutchison
Melissa Hutchison (Springfield, Missouri, 24 d'octubre de 1975) és una actriu de veu estatunidenca coneguda pel seu doblatge de Clementine al videojoc The Walking Dead pel qual guanyà el 2013 el premi per la "Best Performance By a Human Female" al Spike Video Game Awards, i ha estat nomenada dues vegades per al Premi BAFTA per "Best Performer".

## Doblatges
- The Walking Dead: Clementine.[1]
- League of Legends: Ashe.[5][6]